# Solution de Krebs-Henseleit
La solution de Krebs–Henseleit est une solution aqueuse contenant des ions sodium (Na+), potassium (K+), calcium (Ca2+), chlorure (Cl−), hydrogénocarbonate (HCO3−), phosphate (PO43−) et du sulfate de magnésium (MgSO4), du glucose, de l'albumine et de la trométhamine (NH2-C(CH2CH2OH)3).
Elle a été utilisée de manière expérimentale, entre autres pour l'étude des artères ex vivo.